# 栃木県の大学一覧
| 総数     | 16校 |
| 国立     | 1校  |
| 私立     | 9校  |
| 私立短期 | 6校  |
| 出典：   |      |

栃木県の大学一覧（とちぎけんのだいがくいちらん）は、栃木県の大学の一覧。

## 国立
宇都宮市
- 宇都宮大学[2] - 1949年（昭和24年）5月31日設置[3]。

## 私立
宇都宮市
|  | 校名                       |   | 設置年月日                 |   | 備考 |
|  | 宇都宮共和大学             | - | 1999年（平成11年）4月1日   | - | 1999年（平成11年）4月に那須大学那須キャンパスを那須塩原市に設置。 2006年（平成18年）4月に宇都宮共和大学に名称変更。宇都宮シティキャンパスを宇都宮市に設置。 |
|  | 宇都宮短期大学             | - | 1967年（昭和42年）1月23日  |   | |
|  | 宇都宮文星短期大学         | - | 1989年（平成元年）4月1日   |   | |
|  | 文星芸術大学               | - | 1998年（平成10年）12月22日 | - | 1999年（平成11年）4月1日 、宇都宮文星短期大学美術学科を改組転換して設置。                                                                                   |
|  | 帝京大学                   | - | 1966年（昭和41年）1月25日  | - | 理工学部設置は1988年（昭和63年）12月22日。 |
|  | 作新学院大学               | - | 1988年（昭和63年）12月22日 |   | |
|  | 作新学院大学女子短期大学部 | - | 1967年（昭和42年）1月23日  | - | 1999年（平成11年）4月より旧称作新学院女子短期大学より改称。                                                                                                 |

足利市
|  | 校名         |   | 設置年月日                 |  | 備考 |
|  | 足利大学     | - | 1967年（昭和42年）1月23日  |  |      |
|  | 足利短期大学 | - | 1978年（昭和53年）12月25日 |  |      |

その他
|  | 校名                   |   | 設置年月日                 |   | 備考     |
|  | 國學院大學栃木短期大学 | - | 1966年（昭和41年）1月      | - | 栃木市   |
|  | 佐野日本大学短期大学   | - | 1989年（平成元年）12月22日 | - | 佐野市   |
|  | 白鷗大学               | - | 1985年（昭和60年）12月25日 | - | 小山市   |
|  | 国際医療福祉大学       | - | 1994年（平成6年）12月21日  | - | 大田原市 |
|  | 自治医科大学           | - | 1972年（昭和47年）2月5日   | - | 下野市   |
|  | 獨協医科大学           | - | 1972年（昭和47年）7月27日  | - | 壬生町   |

## 廃止・統合又は計画のみの大学

### 国公立大学
- 宇都宮工業短期大学 - 宇都宮大学工学部の設置により1965年廃止[11]。

### 私立大学
- 自治医科大学看護短期大学 - 自治医科大学看護学部の設置により2005年廃止[12]。
- 白鷗大学女子短期大学部 - 白鷗大学発達科学部の設置により2006年廃止[13]。
- 日本医療薬科大学 - 計画のみ[14]。